# Proceròdids
Els proceròdids (Procerodidae) constitueixen una família de triclàdides marins.

## Ecologia
Tot i tractar-se d'una família principalment marina, s'han registrat proceròdids en aigües dolces, principalment a illes oceàniques de l'hemisferi sud, en les que l'absència de triclàdides d'aigua dolça ha permès a aquests animals, aprofitant la manca de competència, colonitzar aquest hàbitat.